# Квантовая информация
Квантовая информация — это информация о состоянии квантовой системы. Является основным предметом изучения квантовой информатики — раздела науки на стыке квантовой механики и теории информации, включающей вопросы квантовых вычислений и квантовых алгоритмов, квантовых компьютеров и квантовой телепортации, квантовой криптографии и проблемы декогеренции.
Базовым понятием классической теории информации является бит, принимающий значения 0 или 1. Квантовая информация представляется в кубитах. Кубиты могут находиться в состоянии, являющемся суперпозицией 0 и 1. Несколько кубитов могут быть в запутанном состоянии (англ. entangled). В квантовой теории информации изучаются общие принципы и законы, управляющие динамикой сложных квантовых систем (например, квантовых компьютеров).